# 남해 용문사 산신탱
남해 용문사 산신탱(南海 龍門寺 山神幀)은 대한민국 경상남도 남해군 이동면, 용문사에 있는 조선시대의 산신도이다. 2006년 7월 20일 경상남도의 문화재자료 제411호로 지정되었다.

## 개요
구도에서 배경이 되는 자연은 중요하지 않은 듯 암산과 폭포, 하늘과 서운, 노송 등을 먼 배경으로 하여 주인공인 산신과 사자를 함께 화면 가득 도설하고 있다. 깊은 산 계곡에 비스듬히 솟은 노송 앞에 다소 둔중해 보일만큼 큰 체구의 산신이 오른 손에 긴 지팡이를 쥐어 땅에 짚고 왼 손엔 불로초를 들고 커다란 호랑이에 몸을 기대어 우측 전방을 주시하며 앉아있다. 복장은 흰색의 내의를 입고 그 위에 가장자리를 초문을 넣은 흰 반원문으로 장식한 단령포를 입었으며, 가슴과 배에 의대로 묶어 내려 다소 번잡스러운 느낌을 준다. 머리카락은 빗어 올려 정수리에서 상투를 틀어 치포관을 쓰고 그 위에 작은 원문이 장식된 투명한 망건을 썼다.
얼굴은 갈색을 펴 바르고, 이마의 굵은 주름, 턱, 인중, 안와선 등은 선염으로 음영을 주었다. 머리카락과 수염은 담묵으로 칠하고 흰색과 검은색의 세선으로 섬세하게 표현하였다. 산신이 기대고 있는 호랑이는 산신만큼 크게 그렸으며, 방울같은 큰 눈의 눈동자는 검은색으로 그 외곽은 갈색과 녹색을 번갈아 칠하고 가장 외곽은 선홍색을 칠해 호랑이다운 눈을 강조하였다. 붉은색으로 칠하고 먹선으로 윤곽을 잡은 코, 입 밖으로 장난스럽게 나온 이빨과 혀는 해학적인 분위기를 준다. 한편, 눈두덩이 위에 눈처럼 보송보송한 하얀 털이나 몸에 표현된 털은 터럭 하나하나를 섬세하게 묘사하여 호랑이와 산신의 일체된 분위기를 연출함에 손색이 없다. 굵고 튼튼한 두 앞발을 적당하게 벌려서 힘차게 버터서서 가슴을 내밀고 얼굴로 산신을 감싸 보호하는 듯 하며, 쭉 뻗은 허리를 따라 S자로 뻗힌 꼬리도 역동적인 힘이 넘쳐 보인다.
표범의 등 뒤엔 산신의 시자인 천재동자가 푸른 천의를 어깨 위로 나부끼며 양손으로 흰 대반에 공양물을 받쳐 들고 있다.
먼 풍경에 힘차게 떨어지는 폭포와 청명한 하늘에 떠있는 흰 구름, 마치 노송임을 나타내듯 갈색 위에 그려진 다양한 크기의 태점과 부채꼴 모양의 솔잎 등 산수와 함께 산신과 호랑이의 능력이 표현되기에 충분하다.

## 참고 자료
- 남해용문사산신탱 - 국가유산청 국가유산포털